# Họ Giấp cá
Họ Giấp cá (danh pháp khoa học: Saururaceae) là một họ thực vật thuộc bộ Hồ tiêu có 4 chi là Anemopsis, Gymnotheca, Houttuynia và Saururus (đồng nghĩa: Neobiondia), bao gồm 6 loài, có nguồn gốc ở khu vực Đông Á, Nam Á và Bắc Mỹ.

## Phân bố
- Bắc Mỹ:
  - Anemopsis californica (Nutt.) Hook. & Arn.
  - Saururus cernuus L.
- châu Á:
  - Saururus chinensis (Loureiro) Baillon
  - Houttuynia cordata Thunberg
  - Gymnotheca chinensis Decaisne
  - Gymnotheca involucrata S. J. Pei

## Hình ảnh

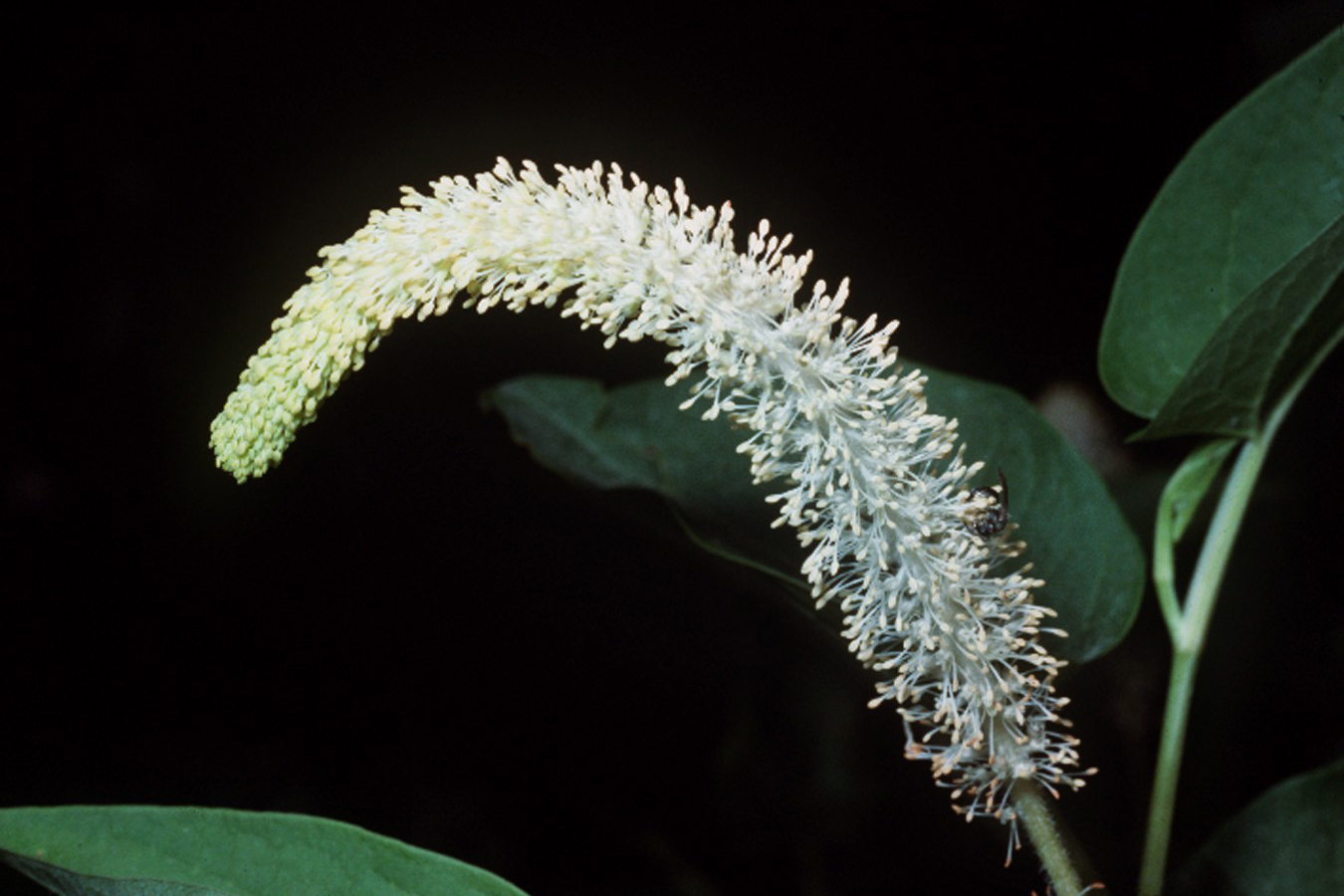
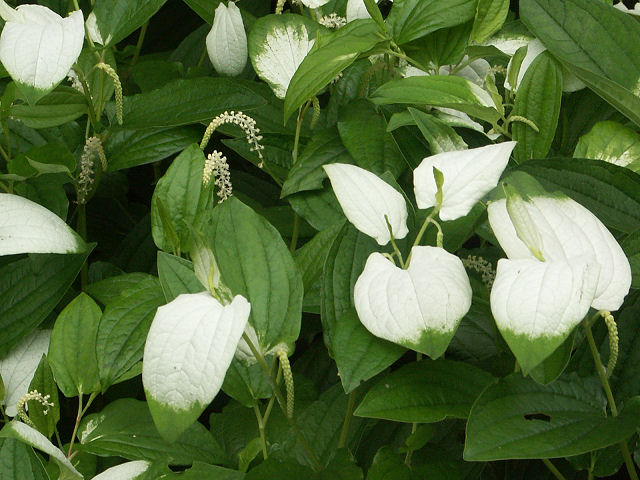
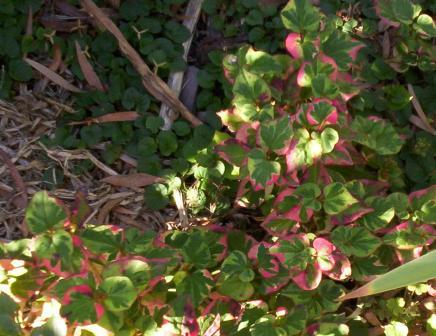